# Таколи (Мачерата)
Таколи је насеље у Италији у округу Мачерата, региону Марке.
Према процени из 2011. у насељу је живело 362 становника. Насеље се налази на надморској висини од 205 м.